# Nicholas Trapishkin
Nicholas Trapishkin (fl. XX secolo) è stato un criminale russo che tra il 1920 e il 1926 commise almeno 100 omicidi e varie rapine.
Arrestato dopo una caccia all'uomo, confessò i delitti e venne processato. Il 6 aprile fu condannato a morte; un suo complice, un tale "Dibenko", ebbe cinque anni di carcere.